# マイケル (2026年の映画)
『マイケル』（原題：Michael）は、2026年公開予定のアメリカ合衆国の伝記映画。
世界的人気歌手・ダンサーである、「King Of Pop 」マイケル・ジャクソンの生涯を描く。
監督はアントワーン・フークア、マイケル・ジャクソンを演じるのは、マイケルの実の甥（マイケルの兄、ジャーメイン・ジャクソンの息子）であるジャファー・ジャクソン。

## キャスト
- マイケル・ジャクソン：ジャファー・ジャクソン
- ジョセフ・ジャクソン：コールマン・ドミンゴ
- キャサリン・ジャクソン：ニア・ロング
- ジョン・ブランカ：マイルズ・テラー
- スザンヌ・デ・パッセ：ローラ・ハリアー
- ダイアナ・ロス：カット・グレアム
- ラトーヤ・ジャクソン：ジェシカ・スーラ
- ベリー・ゴーディ：ラレンズ・テイト
- ジョニー・コクラン：デレク・ルーク

## 公開日
本作は現在、2026年4月24日に公開される予定である。
当初は2025年4月18日に公開される予定であったが、2025年10月3日に延期された。